# خدای سرپرست
خدای سرپرست (انگلیسی: Tutelary deity) یک الوهیت یا یک خدای طبیعت است که نگهبان، حامی یا محافظ مکان، شخص، نسب، ملت، فرهنگ یا شغل خاص است. ریشه‌شناسی واژه «سرپرست» مفهوم ایمنی و در نتیجه قیمومیت را بیان می‌کند.
در یونانی متأخر نظریه مثل و دین در روم باستان به مفهوم، یک نوع خدای سرپرست، همزاد انسان، به عنوان خدای شخصی یا دایمون (اسطوره) است که یک فرد را از تولد تا مرگ همراهی می‌کند. شکل دیگری از روحیه سرپرستی شخصی، روح آشنا در فولکلور اروپایی است.